# Couple or Trouble
Couple or Trouble (hangul: 환상의 커플; rr: Hwan-sang-eui Keo-peul) é uma série de televisão sul-coreana de 2006 vagamente baseada no filme de Hollywood de 1987, Overboard. Estrelado por Han Ye-seul e Oh Ji-ho, foi ao ar na MBC de 14 de outubro a 3 de dezembro de 2006, aos sábados e domingos às 21h40, totalizando 16 episódios. A série de comédia romântica teve bastante audiência, e recebeu reconhecimento no MBC Drama Awards.

## Sinopse
Anna Jo (Han Ye-seul) é uma herdeira rude, mimada, arrogante e impossível de agradar, de origem americana. Ela retorna à Coreia apenas para continuar sendo uma esposa controladora de seu já covarde marido, Billy Park (Kim Sung-min). Quando seu iate fica preso para reparos, ela contrata o faz-tudo local Jang Chul-soo (Oh Ji-ho) para consertar seu chuveiro, mas quando eles têm uma discussão acalorada sobre sua insatisfação com seu trabalho e sua recusa em pagar, ela o empurra ao mar e também lança suas ferramentas na água. Mais tarde, depois de uma briga com Billy, que ameaça acabar com o casamento, ela mesma é jogada ao mar, bêbada, e é vítima de um caso grave de amnésia.
No hospital, ela acaba ao lado de ninguém menos que Chul-soo, que ainda está se recuperando de seu próprio mergulho no oceano após tentar recuperar suas ferramentas perdidas. Sem que ela saiba, ele está criando seus três sobrinhos órfãos em uma casa arruinada e precisa desesperadamente de uma babá. Aproveitando a perda de memória de Anna, ele consegue convencê-la de que ela é sua namorada e diz que seu nome é Na Sang-shil. Mas ele não esperava que o egoísmo lentamente se transformasse em compaixão.

## Elenco

### Principal
- Han Ye-seul como Anna Jo / Na Sang-shil
- Oh Ji-ho como Jang Chul-soo
- Kim Sung-min como Billy Park
- Park Han-byul como Oh Yoo-kyung

### De apoio
- Kim Kwang-kyu como chefe do departamento Gong
- Kim Jung-wook como Ha Deok-gu
- Lee Mi-young como Oh Kye-joo
- Jung Soo-young como Kang-ja
- Lee Suk-min como Jang Joon-seok
- Kim Tae-yoon como Jang Yoon-seok
- Park Joon-mok como Jang Geun-seok
- Lee Sang-yi como Shim Hyo-jung

## Prêmios e indicações
MBC Drama Awards de 2006
- Drama do Ano[4]
- Prêmio de Excelência, Atriz: Han Ye-seul[5]
- Prêmio de Popularidade, Atriz: Han Ye-seul[5]
- Prêmio de Popularidade, Ator: Oh Ji-ho[5]
- Melhor Casal: Oh Ji-ho e Han Ye-seul[5]
- Indicação - Prêmio de Excelência, Ator: Oh Ji-ho[5]

43º Prêmio Baeksang de Artes de 2007
- Prêmio de Popularidade (TV): Han Ye-seul[6]
- Indicação - Melhor Atriz (TV): Han Ye-seul[7]
- Indicação - Melhor Diretor Revelação (TV): Kim Sang-ho[7]
- Indicação - Melhor Roteiro (TV): Hong Jung-eun, Hong Mi-ran[7]

## Audiência
| Episódio | Data de transmissão original | Nielsen | TNS   |
| --- | ---------------------------- | ------- | ----- |
| 1 | 2006-10-14                   | 10.4%   | 11.1% |
| 2 | 2006-10-15                   | 9.9%    | 10.9% |
| 3 | 2006-10-21                   | 11.0%   | 12.5% |
| 4 | 2006-10-22                   | 11.7%   | 13.6% |
| 5 | 2006-10-28                   | 14.6%   | 16.6% |
| 6 | 2006-10-29                   | 11.8%   | 15.1% |
| 7 | 2006-11-04                   | 11.4%   | 11.7% |
| 8 | 2006-11-05                   | 11.4%   | 13.7% |
| 9 | 2006-11-11                   | 12.9%   | 13.5% |
| 10 | 2006-11-12                   | 13.2%   | 13.7% |
| 11 | 2006-11-18                   | —       | 14.9% |
| 12 | 2006-11-19                   | 15.8%   | 16.1% |
| 13 | 2006-11-25                   | 14.1%   | 16.4% |
| 14 | 2006-11-26                   | 16.7%   | 17.7% |
| 15 | 2006-12-02                   | 18.6%   | 21.1% |
| 16 | 2006-12-03                   | 21.4%   | 22.7% |
| - Na tabela acima, os números em azul representam a audiência média mais baixa e os números em vermelho epresentam a audiência média mais alta. |                              |         |       |